# 瓦爾滕霍芬巴赫河
47°40′26″N 10°19′13″E / 47.67389°N 10.32028°E
瓦爾滕霍芬巴赫河是德國的河流，位於該國東南部，由巴伐利亞負責管轄，屬於伊勒河的左支流，河道全長2.9公里，河口處在瓦爾滕霍芬。